# Peng Dehuai
Peng Dehuai (彭德懷T, 彭德怀S, Péng DéhuáiP, P'eng Te-huaiW; Xiangtan, 24 ottobre 1898 – Pechino, 29 novembre 1974) è stato un politico e generale cinese. 
Famoso leader militare nonché capo dell'Esercito, nel 1955 fu uno dei "10 generali veterani" ad essere elevato al grado di Maresciallo della Repubblica Popolare Cinese.

## Biografia
La sua carriera militare iniziò negli anni venti nelle file dell'esercito del Kuomintang unificato, nel quale divenne comandante di brigata; in quel periodo iniziò a legarsi con politici radicali. Nel 1927, in seguito all'epurazione dei comunisti dal Kuomintang, fu allontanato ed entrò nel Partito Comunista Cinese. Partecipò alla Lunga marcia ed alla guerra contro il Giappone. In seguito, con la ripresa della guerra civile tra comunisti e nazionalisti, comandò vittoriosamente la I armata. Durante la guerra di Corea fu nominato comandante supremo dell'esercito e ministro della difesa. In seguito si impegnò per una riforma delle forze armate, volendo dotarle di un'organizzazione moderna. Le sue idee però lo misero in contrasto con Mao, che invece era favorevole ad un esercito fortemente ideologizzato e portatore degli ideali comunisti.
La rottura tra Mao e Peng avvenne nel 1959 alla Conferenza di Lushan, durante la quale Peng criticò aspramente l'operato di Mao nel Grande balzo in avanti; la lettera che spedì a Mao per una critica complessiva, favorevole invece al modello sovietico, venne sottoposta dal leader al gruppo dirigente, e sotto insistenze di Liu Shaoqi venne assunta nel dibattito della conferenza, che venne di conseguenza prolungata di dieci giorni. Peng fu quindi destituito (ovviamente fu rimosso da Ministro della Difesa, per il suo punto di un esercito professionalizzato e accasermato di tipo sovietico, opposto all'esercito di popolo del gruppo dirigente uscito dalla rivoluzione armata) e sostituito da Lin Biao; mantenne però tutti i suoi incarichi nel CC del PCC. Il 1966 lo trova a capo di una impresa industriale militare in una provincia nel Sud della Cina. Dalla Conferenza di Lushan al 1966 non fu mai arrestato né vessato, come non lo furono mai i pochi dirigenti in dissenso con la "linea proletaria" del Centro.
Nel maggio del 1966 viene lanciata la lungamente annunciata Grande Rivoluzione Proletaria, con una intera pagina del Giornale del Popolo. Il punto essenziale è trasformare dalle fondamenta gli organi di potere amministrativo e politico nel senso della Comune di Parigi, e valutare dal basso tutti i dirigenti di partito (documento in 16 punti della Commissione incaricata della Rivoluzione culturale dentro il CC del PCC). Si formarono le Guardie rosse, che spesso presero una via violenta in risposta ai tentativi di repressione. Si divisero e disgregarono, mettendo a repentaglio la stessa unità nazionale. In questo periodo di caos e processi pubblici vennero ricordate le passate divergenze tra l'anziano generale e Mao, e ne vennero considerate le colpe. Non furono tenuti in conto i suoi grandi meriti nel corso della guerra rivoluzionaria e in Corea, e venne condannato al carcere a vita in un laogai, ove morì nel 1974.